# Lycaena salustius
The Common Copper (Lycaena salustius) là một loài bướm ngày thuộc họ Bướm xanh. Nó được tìm thấy ở New Zealand.

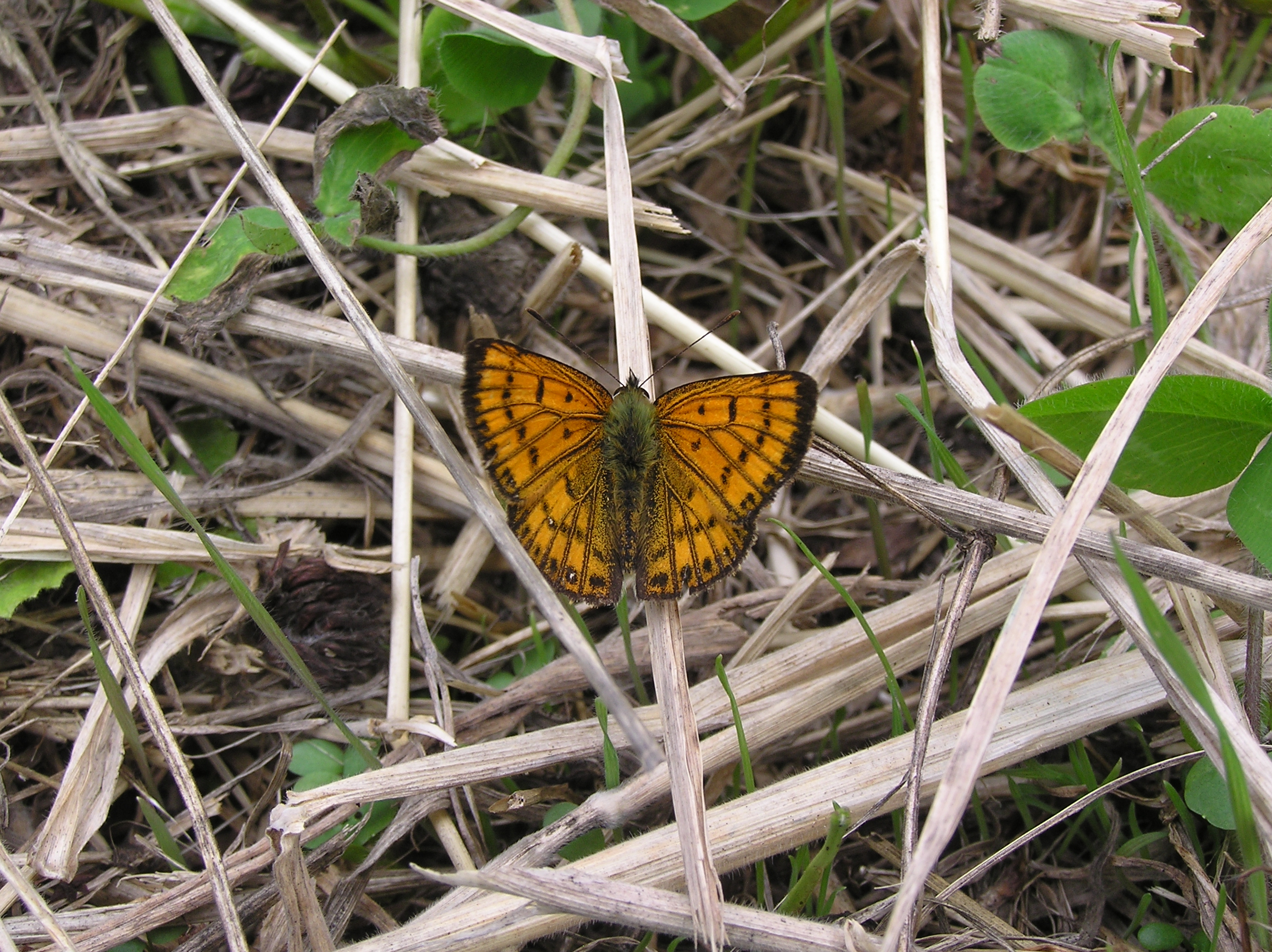
Male

Sải cánh dài 24–35 mm. Con trưởng thành bay từ tháng 10 đến tháng 4.
Ấu trùng ăn Muehlenbeckia species.

## Hình ảnh

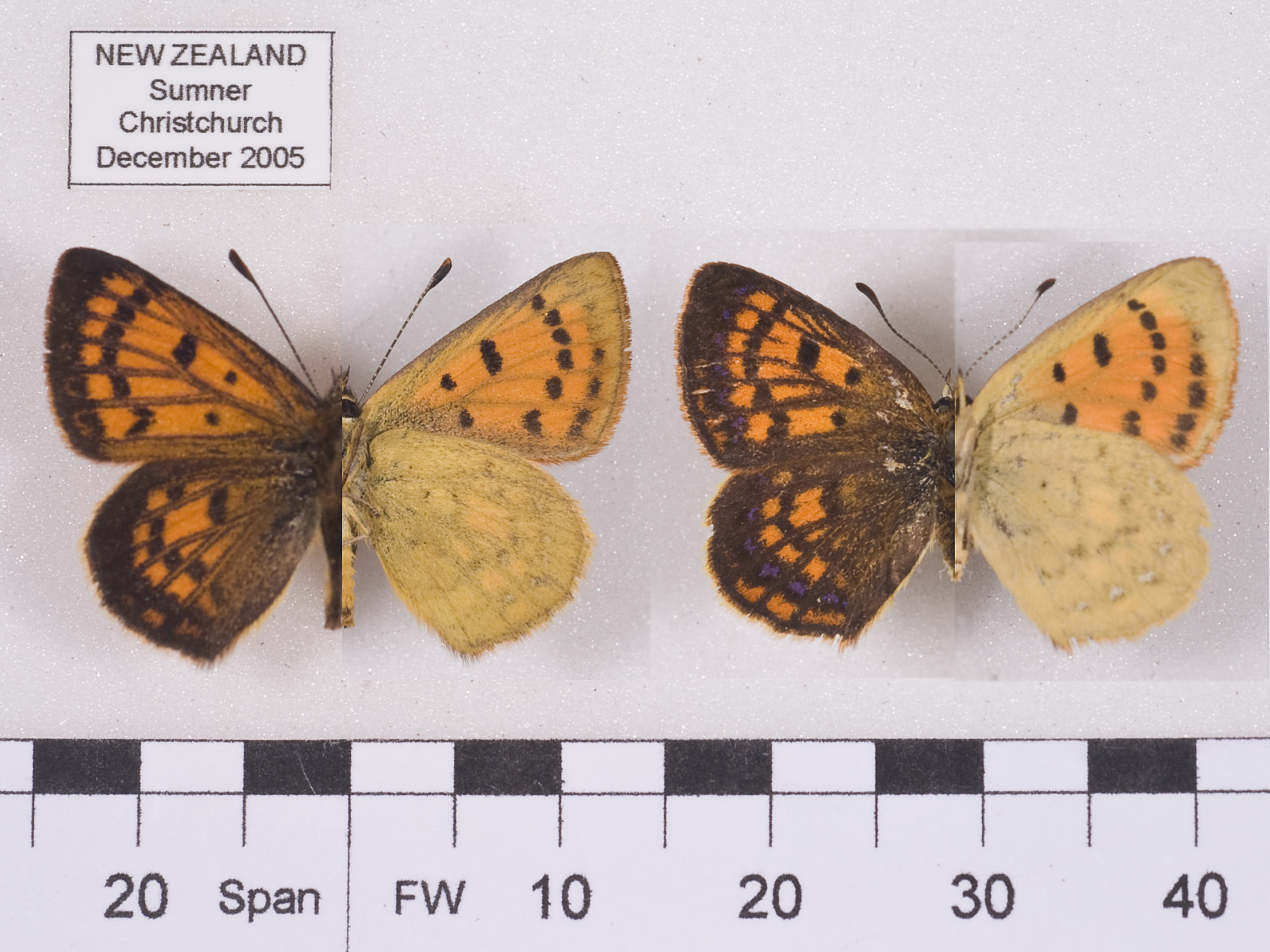
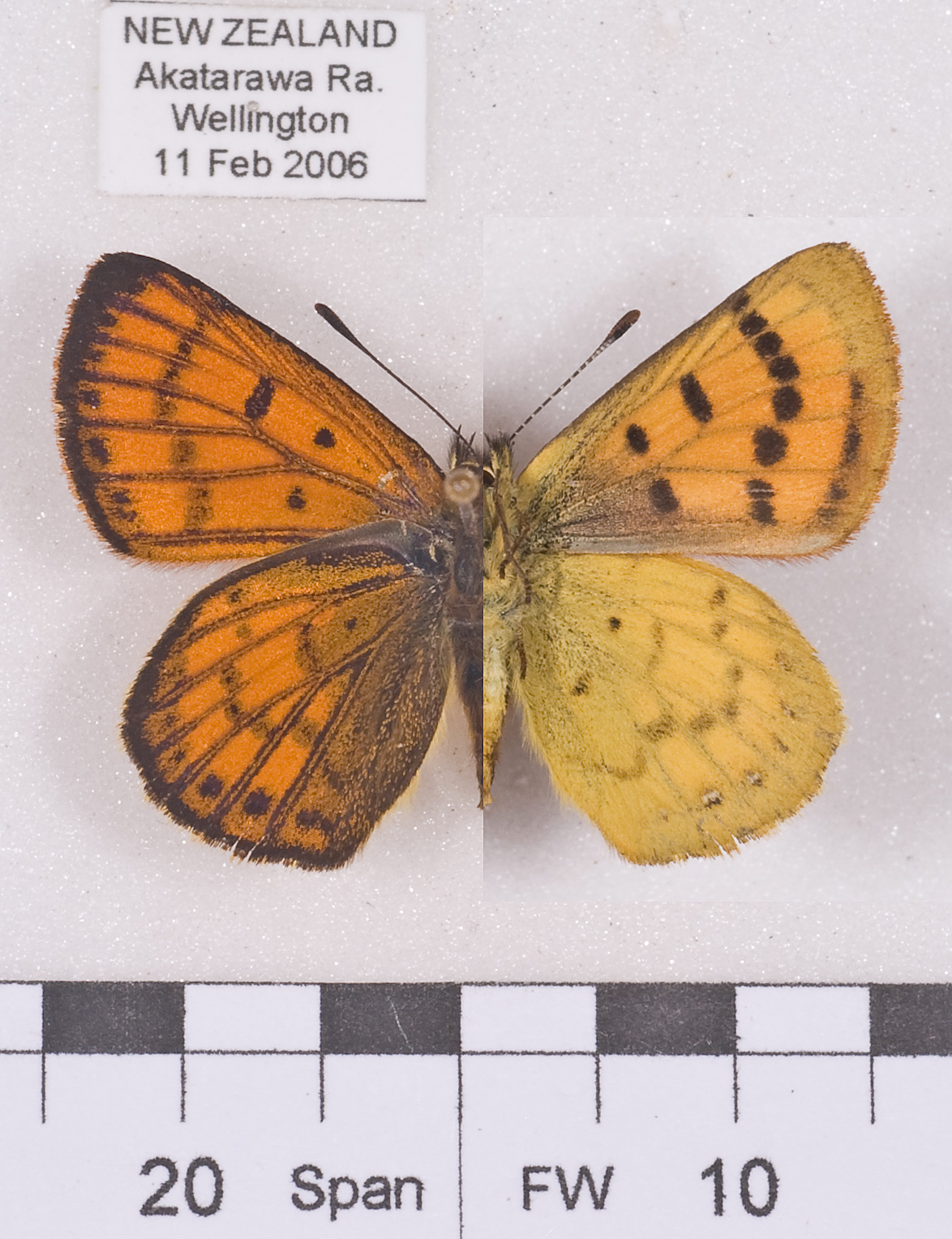
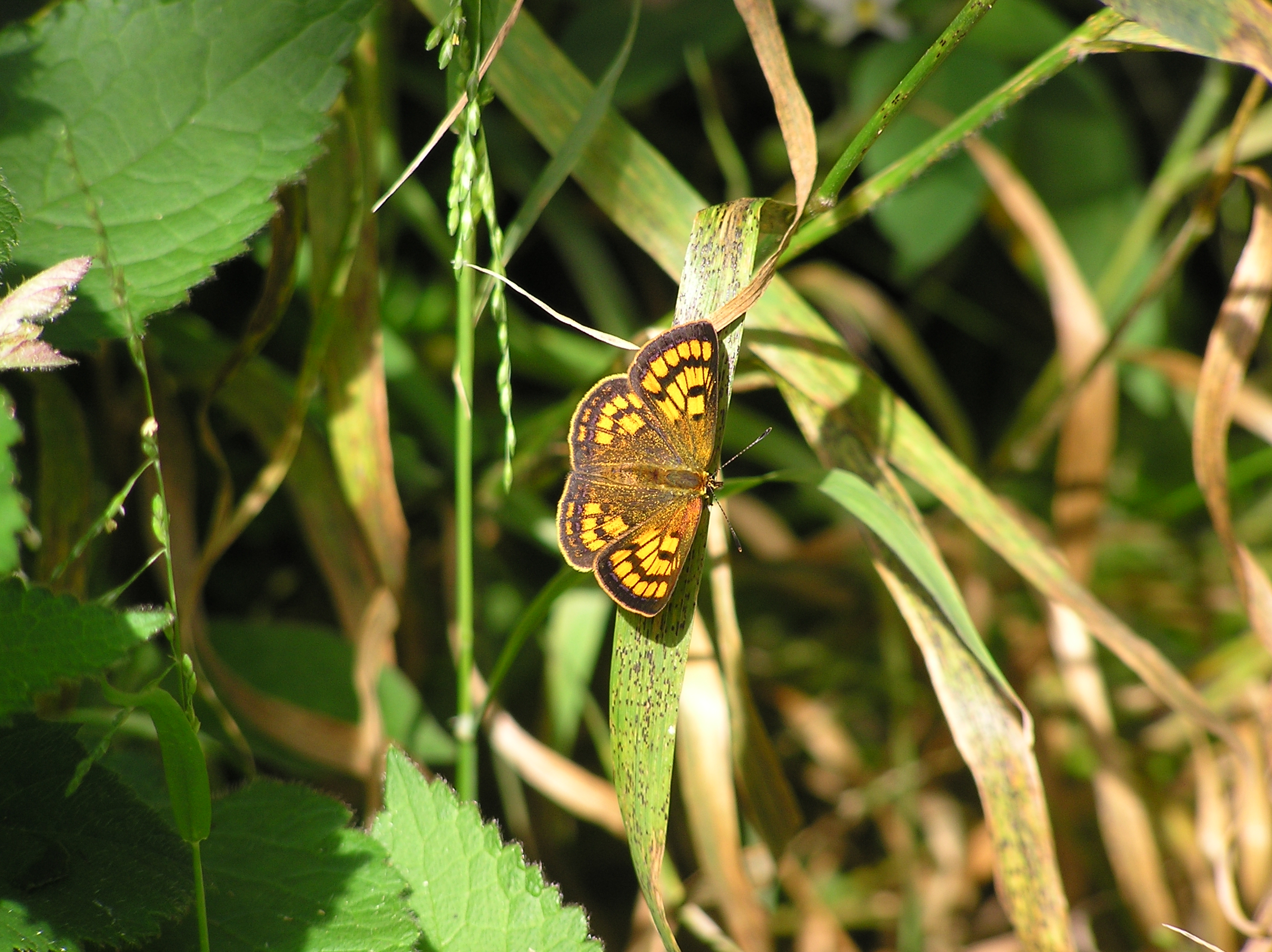
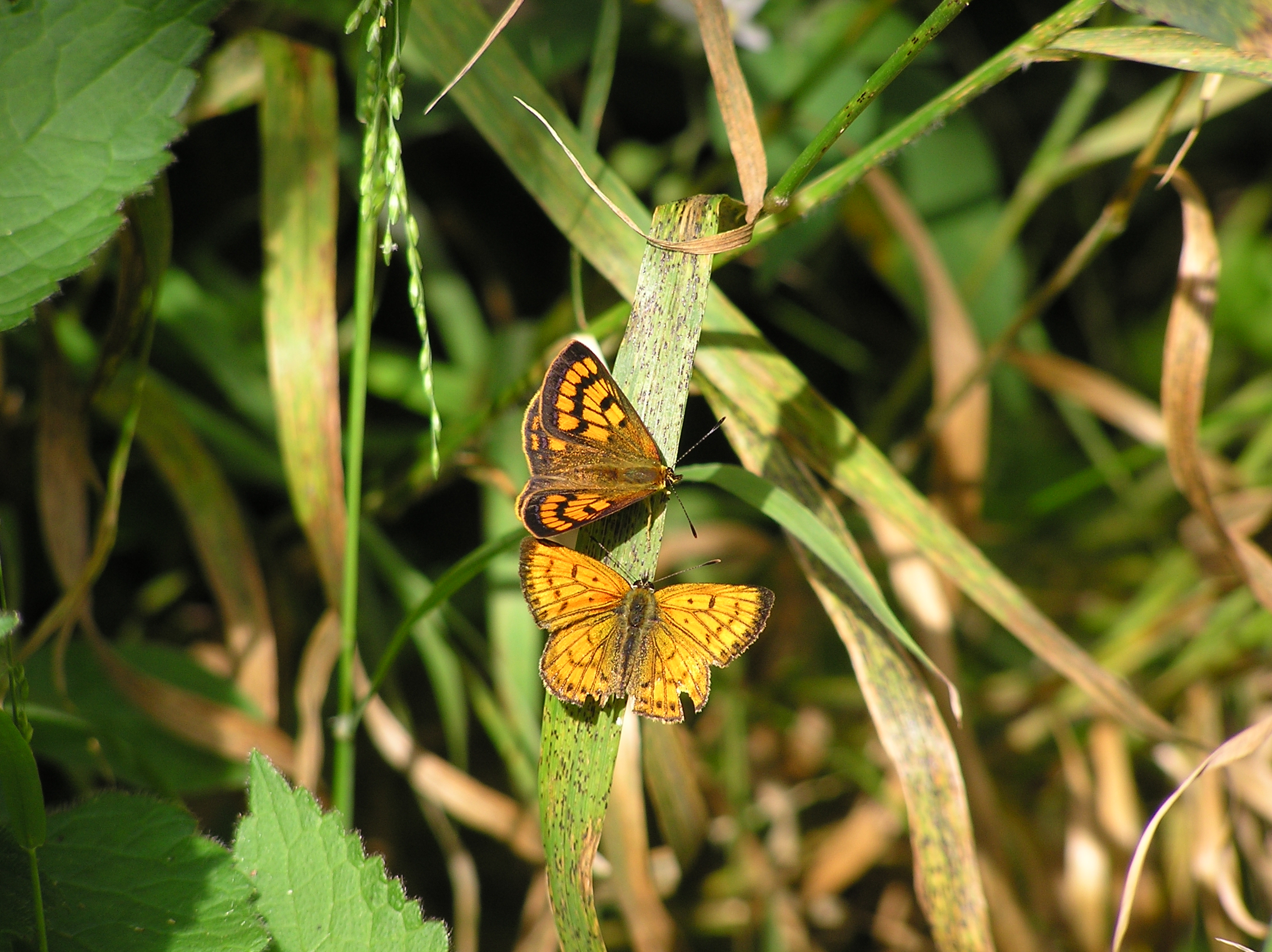